# Porque el amor manda
Porque el amor manda – meksykańska telenowela Televisy z przełomu 2012 i 2013 roku, której producentem jest Juan Osorio. Jest to remake kolumbijskiej telenoweli El Secretario produkowany i emitowany przez Caracol TV w 2011 roku. W rolach głównych występują: Blanca Soto i Fernando Colunga, zaś w rolę antagonistów wcielają się Claudia Álvarez i Erick Elías. Produkcja była emitowana w Meksyku na kanale El Canal de las Estrellas o godzinie 20:15. 

## Obsada
- Fernando Colunga - Jesús García
- Blanca Soto - Alma Montemayor Mejía de García
- Claudia Álvarez - Verónica Hierro
- Erick Elías - Rogelio Rivadeneira
- María Elisa Camargo - Patricia Zorilla de Rivadeneira
- Jorge Aravena - Elías Franco
- Carmen Salinas - Luisa "Chatita" Herrera
- María José Mariscal - Valentina García Hierro
- Alejandro Ávila - Fernando Rivadeneira
- Ninel Conde - Discua Paz de la Soledad
- Jeimy Osorio - Jéssica Reyes de Cárdenas
- Julissa - Susana Arriaga
- Kika Edgar - Xochitl Martínez de Rivadeneira
- Violeta Isfel - Maricela Peréz-Castellanos
- Ricardo Fastlicht - Ricardo Bautista
- Ricardo Margaleff - Julio Pando
- Rubén Cerda - Gilberto Godínez
- Darío Ripoll - Lic. Oliverio Cárdenas
- Luis Couturier - Sebastián Montemayor
- Beatriz Morayra - Martha Ferrer / Marcia Ferrer
- Marco Corleone - Ury Petrovsky
- Yhoana Marell - Minerva
- Antonio Medellín - Pánfilo Pérez
- Mago Rodal - Domitila
- Eugenio Cobo - Padre Domingo
- Sussan Taunton - Agente Delia Torres
- Juan Ignacio Aranda - Máximo Valtierra
- Paulina Vega - Nancy
- Ricardo Kleinbaum - Malvino Guerra
- Emmanuel Lira - Melchor
- Mario Discua - Gaspar
- Andrea Torre - Aída
- Adriana Laffan - Begoña de Godínez
- Julio Arroyo - Remigio
- Rafael del Villar - Eugenio
- Luis Bayardo - Hernán
- Raúl Buenfil - Lic. Cantú
- Alejandra Robles Gil - Alejandra
- Ivonne Soto - Ivonne
- Daniela Amaya - Romina
- Thelma Tixou - Genoveva
- Laura Denisse - Laura
- David Ostrosky - Lic. Astudillo
- Mercedes Vaughan - Barbara Martínez
- Nuria Bages - Teté Corcuera
- Helena Guerrero - Lic. Vivian
- María José - Lic. María José
- Marilyz León - Ray
- Michelle López - Renato
- Thaily Amezcua - Vicky
- Ilythia Manzanilla - Lic. Cynthia Cabello
- Paul Stanley - Melquiades Quijano
- Claudia Silva - Augusta Constante
- Humberto Elizondo - Augusto Constante
- Gerardo Albarrán - Nic Donovan
- Pepe Olivares - Saturnino
- Rocco - Sansón Rivadeneira
- Paola Archer - Juez. Gisela
- Norma Lazareno - Tracy Rodriguez
- Eduardo Carbajal - Dr. Isalas
- Kelchie Arizmendi - Doctora Muñiz
- Emilio Osorio - Quico
- Arath de la Torre - Pancho López
- Mayrín Villanueva - Rebeca Treviño de López
- Alicia Machado - Candelaria "Candy" López
- Marco Méndez – Diego Armando Manrriques